# Ian Forbes
Sir Ian Andrew Forbes, KCB, CBE (* 24. Oktober 1946) ist ein ehemaliger britischer Seeoffizier der Royal Navy, der zuletzt als Admiral 2002 stellvertretender Oberster Alliierter Befehlshaber der NATO im Atlantik, zwischen 2002 und 2003 kommissarischer Oberster Alliierter Befehlshaber der NATO im Atlantik SACLANT (Acting Supreme Allied Commander Atlantic) sowie von 2002 bis 2004 stellvertretender Oberster Alliierter Kommandeur der NATO für Transformation (Deputy Supreme Allied Commander Transformation) war.

## Leben

### Ausbildung zum Seeoffizier und Schiffskommandant

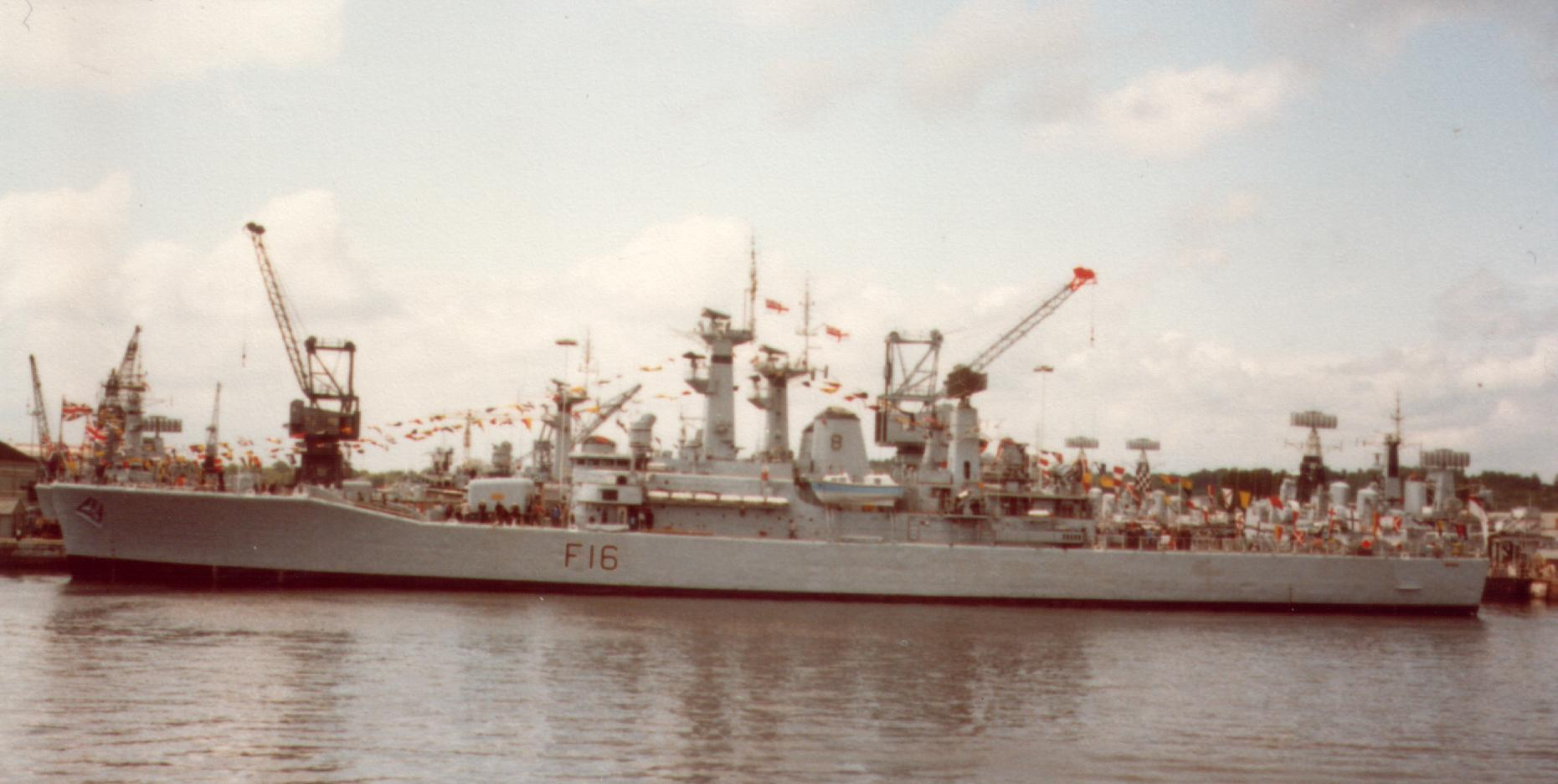
Forbes war Kommandant der zur Leander-Klasse gehörenden Fregatte HMS Diomede.

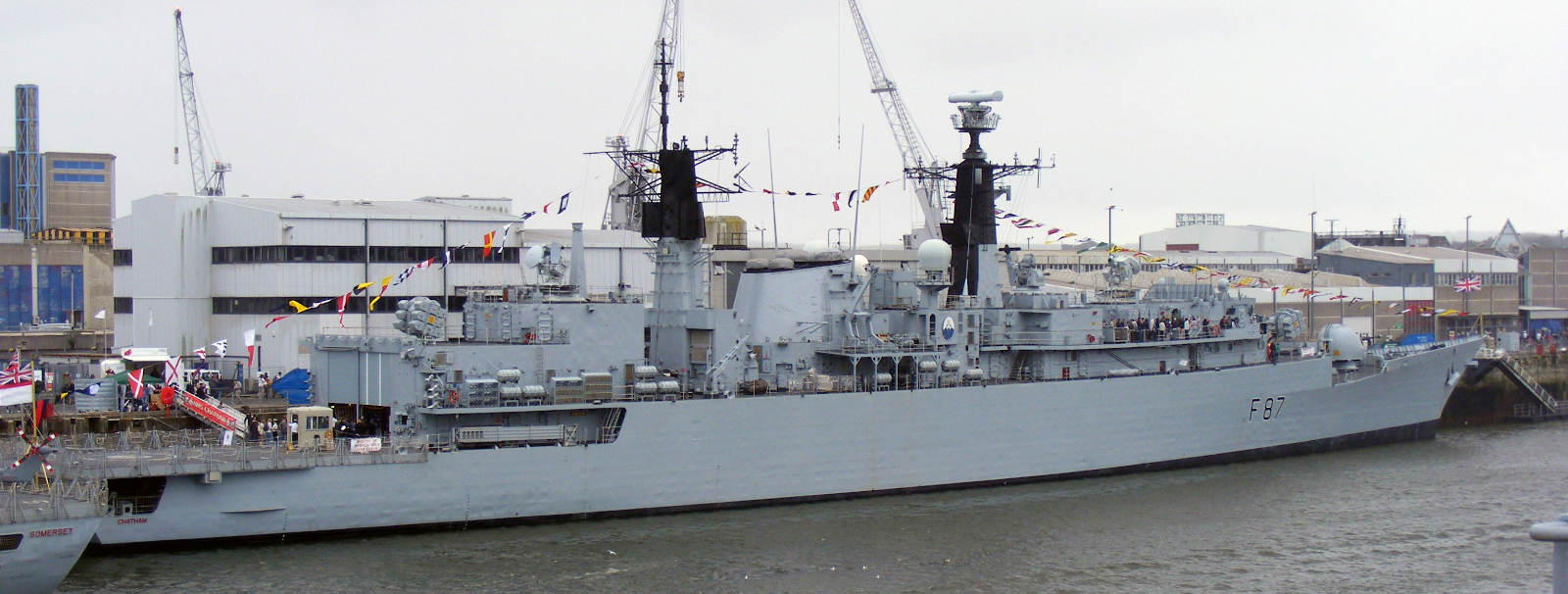
Forbes bekleidete zwischen 1989 und August 1991 den Posten als Kommandant der zur Broadsword-Klasse gehörenden Fregatte HMS Chatham.

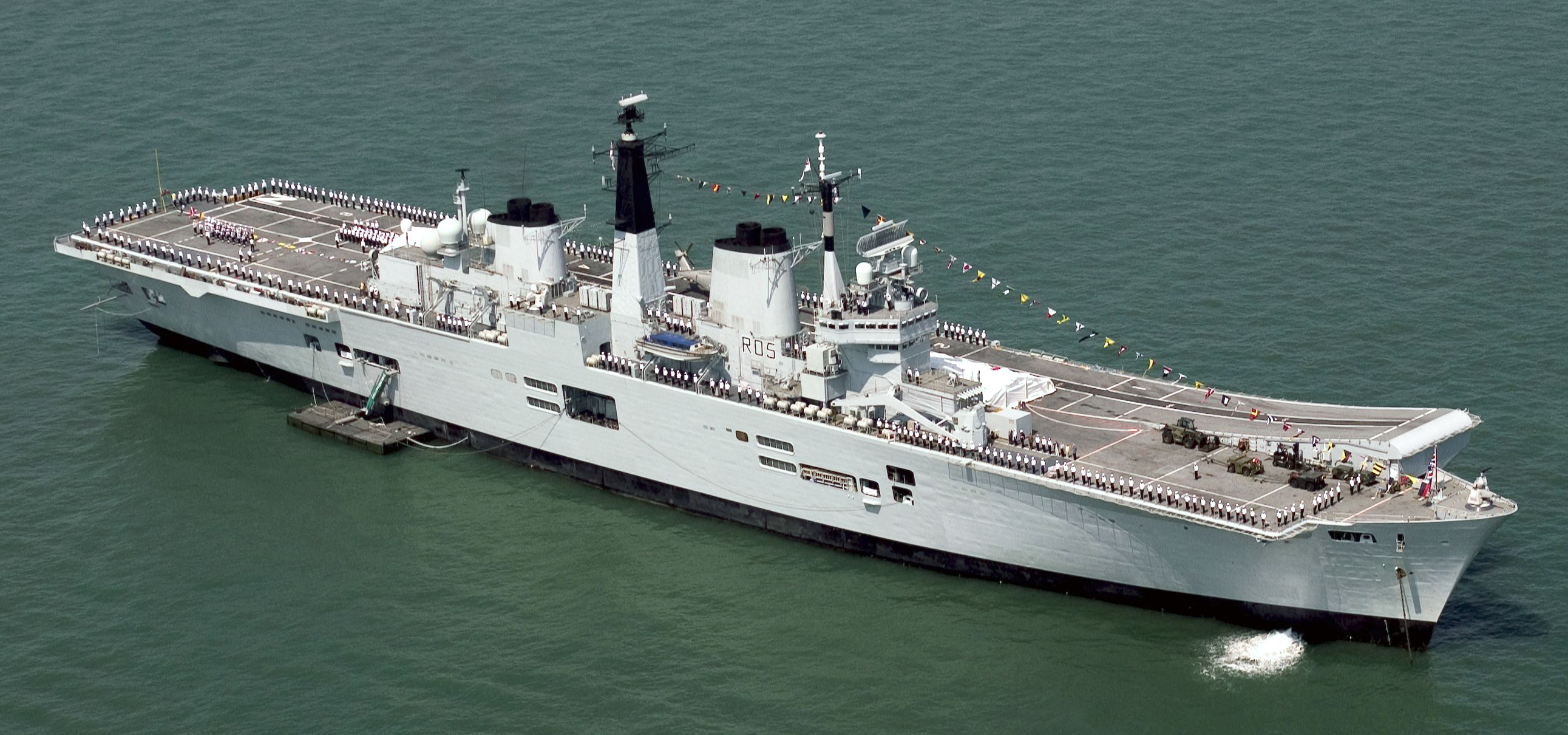
Als Kapitän zur See war Ian Forbes zwischen April 1995 und Oktober 1996 Kommandant des Flugzeugträgers Invincible.

Ian Andrew Forbes trat nach dem Besuch des Eastbourne Colleges 1965 in die Royal Navy (RN) ein. Nach der Ausbildung zum Seeoffizier fand er zahlreiche Verwendungen und wurde am 1. September 1969 mit Rückwirkung zum 1. September 1967 zum Oberleutnant zur See (Sub-Lieutenant), am 1. Oktober 1970 zum Kapitänleutnant (Lieutenant) sowie am 1. Oktober 1978 zum Korvettenkapitän (Lieutenant Commander) befördert. Er hat einen Großteil seiner Karriere auf See verbracht, einschließlich Touren auf der Königlichen Yacht HMY Britannia und während eines Austausches mit der United States Navy auf dem Lenkwaffenkreuzer USS William H. Standley. Er war unter anderem Kommandant (Commanding Officer) des zur Bird-Klasse gehörenden Patrouillenbootes HMS Kingfisher sowie der zur Leander-Klasse gehörenden Fregatte HMS Diomede und Absolvent des Royal Air Force Staff Colleges Bracknell.
Als Kapitän zur See (Captain) übernahm Forbes zwischen 1989 und August 1991 den Posten als Kommandant der zur Broadsword-Klasse gehörenden Fregatte Chatham. Er war Absolvent des Royal Colleges of Defence Studies (RCDS) in London und wurde am 11. Juni 1994 für seine Verdienste als Stabsoffizier im Verteidigungsministerium des Vereinigten Königreichs während des Bosnienkrieges Commander des Order of the British Empire (CBE). Er war zwischen April 1995 und Oktober 1996 Kommandant des Flugzeugträgers Invincible, Namensgeberin der gleichnamigen Invincible-Klasse. Für den Einsatz im Bosnienkrieg während der „Operation Deliberate Force“ (30. August bis 20. September 1995), die mit einem strategischen Sieg der NATO endete und zum Abkommen von Dayton führte, wurde er am 10. Mai 1996 mit der Queen’s Commendation for Valuable Service geehrt.

### Aufstieg zum Admiral
Nach seiner Beförderung zum Konteradmiral (Rear-Admiral) im Oktober 1996 wurde Ian Forbes Militärischer Berater und Chef des Stabes im Büro des Hohen Repräsentanten für Bosnien und Herzegowina Carl Bildt. Im Anschluss fungierte er zwischen Oktober 1997 und Februar 2000 als Kommandeur der britischen Eingriffsgruppe (Commander, United Kingdom Task Group) sowie von April 2000 bis November 2001 als Kommandeur der Oberwasserflottille (Flag Officer, Surface Flotilla).
Als Vizeadmiral (Vice-Admiral) übernahm Forbes im Januar 2002 von Vizeadmiral Sir James Perowne das Amt als stellvertretender Oberster Alliierter Befehlshaber der NATO im Atlantik (Deputy Supreme Allied Commander Atlantic). Danach wurde er im Oktober 2002 als Nachfolger von General William F. Kernan kommissarischer Oberster Alliierter Befehlshaber der NATO im Atlantik SACLANT (Acting Supreme Allied Commander Atlantic) und war in dieser Funktion bis Juni 2003 mit der Abwicklung dieses Kommandos betraut. Danach wurde er als Admiral im Juni 2003 erster stellvertretender Oberster Alliierter Kommandeur der NATO für Transformation (Deputy Supreme Allied Commander Transformation) und behielt diese Funktion bis zu seinem Ausscheiden aus dem aktiven Militärdienst im Juli 2004, woraufhin Admiral Sir Mark Stanhope ihm nachfolgte. Am 14. Juni 2003 wurde er zum Knight Commander des Order of the Bath (KCB) geschlagen, so dass er fortan den Namenszusatz „Sir“ führte. Für seine Arbeit als Supreme Allied Commander Atlantic wurde er ferner 2003 mit der NATO Meritorious Service Medal ausgezeichnet und war der erste Empfänger dieser neu geschaffenen Auszeichnung. 2004 wurde ihm der Legion of Merit verliehen.
Nach seinem Ausscheiden aus dem Militärdienst war Sir Ian Forbes für die strategische Unternehmensberatung Booz & Company tätig und wurde 2005 Vorsitzender des Kuratoriums des Eastbourne College. Des Weiteren war er zwischen 2006 und 2013 Vorstandsvorsitzender der Zeitschrift Naval Review, Gouverneur der Portsmouth High School for Girls, Mitglied des Windsor Leadership Trust sowie als Seniorberater Mitglied des Beirates der Zeitschrift The Diplomatic Courier.